# Leszek Kałkowski
Leszek Tadeusz Kałkowski (ur. 4 czerwca 1927 we Lwowie, zm. 2 sierpnia 2020 w Krakowie) – polski ekonomista, prof. zw. dr hab., założyciel i pierwszy kierownik Zakładu Ekonomiki Budownictwa i Inwestycji, a później Katedry Ekonomiki Nieruchomości i Procesu Inwestycyjnego Uniwersytetu Ekonomicznego w Krakowie.

## Życiorys
Syn Tadeusza i Aurelii. Ukończył studia na Uniwersytecie Jagiellońskim (1950) i na Akademii Ekonomicznej w Katowicach (1950). Od 1945 roku był członkiem ZWM, w latach 1948–1952 – ZMP. Od 1952 roku należał do PZPR. W latach 1950–1953 był planistą Huty Lenina. Od 1976 do 1980 podsekretarz stanu w Ministerstwie Budownictwa i Przemysłu Materiałów Budowlanych.
Przewodniczący Komisji Nagród Ministra Infrastruktury za prace dyplomowe, doktorskie, habilitacyjne i publikacje w dziedzinie architektury, budownictwa, urbanistyki, gospodarki przestrzennej, mieszkaniowej i komunalnej oraz geodezji i kartografii.
Wieloletni pracownik Instytutu Rozwoju Miast.
Pełnił funkcję Kierownika Katedry Nieruchomości i Ubezpieczeń w Małopolskiej Wyższej Szkole Ekonomicznej w Tarnowie.
Odznaczony m.in.: Krzyżem Oficerskim i Kawalerskim Orderu Odrodzenia Polski oraz Złotym Krzyżem Zasługi. Został pochowany na Cmentarzu Rakowickim.

## Zainteresowania badawcze
- Ekonomiczne problemy procesu inwestycyjnego.
- Organizacja i funkcjonowanie rynków inwestycyjno-budowlanych.
- Analiza rozwoju i struktury rynku nieruchomości w Polsce z uwzględnieniem różnic regionalnych.
- Historia polskich papierów wartościowych, w szczególności listów zastawnych i obligacji komunalnych.

## Publikacje
- Rynek nieruchomości w Polsce, praca zbiorowa pod red. Leszka Kałkowskiego, Twigger, Warszawa 2003
- L. Kałkowski, Polski rynek nieruchomości. Bilans otwarcia po wstąpieniu do Unii Europejskiej, IRM, Kraków 2007
- Przestrzenne, ekonomiczne i społeczne problemy scalania i wymiany gruntów. Kompendium wiedzy -poradnik dla liderów wspólnot samorządowych, praca zbiorowa /współautor/, IRM, Kraków 2007

## Kierowane prace badawczo-naukowe
- Analiza struktury i udziału wpływów z nieruchomości w budżetach gmin 30/12/1999

Instytucja wykonująca Instytut Gospodarki Mieszkaniowej,
- Funkcjonowanie rynku nieruchomości w Polsce. Analiza trendów i relacji, kierunki zmian 30/10/1998

główny wykonawca Ryszard Uchman ,
główny wykonawca Maciej Wierzchowski ,
główny wykonawca Małgorzata Stefańczyk ,
Instytucja wykonująca Instytut Gospodarki Mieszkaniowej,
Instytucja zamawiająca Urząd Mieszkalnictwa i Rozwoju Miast,
Instytucja pierwszego wdrożenia Urząd Mieszkalnictwa i Rozwoju Miast,
- Rozmiary i podmioty polskiego rynku nieruchomości (w latach 1990–1998 według starego i nowego podziału na województwa) 30/12/1999

Instytucja wykonująca Instytut Gospodarki Mieszkaniowej,
- Rozmiary i podmioty polskiego rynku nieruchomości (w latach 1991–1997 według województw) 30/08/1998

Instytucja wykonująca Instytut Gospodarki Mieszkaniowej,
Instytucja pierwszego wdrożenia Instytut Gospodarki Mieszkaniowej,
- Wielkość i podmioty polskiego rynku nieruchomości. Raport za 2000 15/12/2001

Instytucja wykonująca Instytut Gospodarki Mieszkaniowej,

## Zainteresowania pozanaukowe
- stare medaliony polskie
- historia polskich papierów wartościowych.